# クイズ・ビンゴっこ!
『クイズ・ビンゴっこ!』は、1982年4月10日から同年7月24日までテレビ東京で放送されていたクイズ番組である。放送時間は毎週土曜 19:00 - 19:30 （日本標準時）。

## 概要
ビンゴの要素を取り入れたクイズ番組。解答者たちはクイズに答えて縦横4列・16個のマス目を奪いあい、縦横斜めのビンゴ完成を目指した。司会は立川澄人とうつみ宮土理が務めていた。